# Укмерге
Укмерге (литв. Ukmergė, рус. Вилькомир, пољ. Wiłkomierz) је град у Литванији. Он се налази на средишњем делу земље, 78 km северозападно од главног града Вилњуса. Укмерге чини самосталну општину у оквиру округа Вилњус.
Према последњим проценама у Укмергеу је живело 27.603 становника.

## Партнерски градови
- Sölvesborg Municipality
- Cologno al Serio